# Eleonora del Portogallo (regina di Danimarca)
Eleonora Alfonso (Leonor in spagnolo, asturiano, in galiziano, in portoghese, in aragonese e in basco, Elionor in catalano. Alienora in latino, Eleanor in inglese e Aliénor in francese; 1211 – 28 agosto 1231) fu una principessa portoghese che divenne consorte di Valdemaro il Giovane, co-re di Danimarca e duca di Schleswig.

## Origine[1][2][3]
Figlia del re del Portogallo Alfonso II e di Urraca di Castiglia, figlia del re di Castiglia, Alfonso VIII e di Eleonora Plantageneta, figlia del re d'Inghilterra, Enrico II e di sua moglie la duchessa d'Aquitania, Eleonora, ex regina di Francia.

## Biografia
Il cronista, Rodrigo Jiménez de Rada, nel suo De Rebus Hispaniæ la elenca tra i figli di Sancho I e Dolce di Barcellona chiamandola Alienor, che divenne consorte del co-regnante di Danimarca, Valdemaro il Giovane (1209-1231), che regnava col padre, Valdemaro II, e che Eleonora non diede figli a Valdemaro.
Secondo gli Annales Ryenses il giorno di San Giovanni, il 24 giugno del 1229, a Ribe, Eleonora sposò il co-regnante di Danimarca, Valdemaro III (1209-1231), figlio del re di Danimarca, Valdemaro II (1170-1241), e della sua prima moglie, Margherita di Boemia, detta la Regina Dagmar (ca. 1189-1212), figlia del re di Boemia, Ottocaro I.
Eleonora sedette così sul trono che era stato di sua zia, Berengaria del Portogallo, che era stata la seconda moglie di Valdemaro II.
Sempre secondo gli Annales Ryenses, Eleonora morì di parto, nel 1231, e con lei, molto probabilmente morì anche il bambino che aveva partorito; anche secondo gli Annales Stadenses, scritti dal monaco Alberto di Stade, verso il 1240, Eleonora morì nel 1231.
Eleonora fu tumulata nella chiesa di Ringsted.
Pochi mesi dopo morì anche il marito, Valdemaro, per cui erede al trono divenne Enrico (1216 - 1250), uno dei figli di sua zia Berengaria.

## Figli
Eleonora diede a Valdemaro un solo figlio, che probabilmente morì durante il parto.

## Ascendenza
|                           |                         |                                      | Genitori                              |  |  | Nonni |  |  | Bisnonni                 |  |  | Trisnonni             |  |
|                           |                         |                                      |                                       |  |  |       |  |  | Alfonso I del Portogallo |  |  | Enrico del Portogallo |  |
|                           |                         |                                      |                                       |  |  |       |  |  | Alfonso I del Portogallo |  |  | Enrico del Portogallo |  |
|                           |                         | Teresa di León                       |                                       |  |  |       |  |  | Alfonso I del Portogallo |  |  |                       |  |
| Sancho I del Portogallo   |                         |                                      |                                       |  |  |       |  |  | Alfonso I del Portogallo |  |  |                       |  |
|                           |                         | Mafalda di Savoia                    | Amedeo III di Savoia                  |  |  |       |  |  |                          |  |  |                       |  |
|                           |                         | Mafalda di Savoia                    | Amedeo III di Savoia                  |  |  |       |  |  |                          |  |  |                       |  |
|                           |                         | Mafalda di Savoia                    | Adelaide                              |  |  |       |  |  |                          |  |  |                       |  |
| Alfonso II del Portogallo |                         | Mafalda di Savoia                    |                                       |  |  |       |  |  |                          |  |  |                       |  |
|                           |                         | Raimondo Berengario IV di Barcellona | Raimondo Berengario III di Barcellona |  |  |       |  |  |                          |  |  |                       |  |
|                           |                         | Raimondo Berengario IV di Barcellona | Raimondo Berengario III di Barcellona |  |  |       |  |  |                          |  |  |                       |  |
|                           |                         | Raimondo Berengario IV di Barcellona | Dolce I di Provenza                   |  |  |       |  |  |                          |  |  |                       |  |
| Dolce di Barcellona       |                         | Raimondo Berengario IV di Barcellona |                                       |  |  |       |  |  |                          |  |  |                       |  |
|                           |                         | Petronilla d'Aragona                 | Ramiro II d'Aragona                   |  |  |       |  |  |                          |  |  |                       |  |
|                           |                         | Petronilla d'Aragona                 | Ramiro II d'Aragona                   |  |  |       |  |  |                          |  |  |                       |  |
|                           |                         | Petronilla d'Aragona                 | Agnese d'Aquitania                    |  |  |       |  |  |                          |  |  |                       |  |
| Eleonora del Portogallo   |                         | Petronilla d'Aragona                 |                                       |  |  |       |  |  |                          |  |  |                       |  |
|                           | Sancho III di Castiglia | Alfonso VII di León                  |                                       |  |  |       |  |  |                          |  |  |                       |  |
|                           | Sancho III di Castiglia | Alfonso VII di León                  |                                       |  |  |       |  |  |                          |  |  |                       |  |
|                           | Sancho III di Castiglia | Berengaria di Barcellona             |                                       |  |  |       |  |  |                          |  |  |                       |  |
| Alfonso VIII di Castiglia | Sancho III di Castiglia |                                      |                                       |  |  |       |  |  |                          |  |  |                       |  |
|                           |                         | Bianca Garcés di Navarra             | García IV Ramírez di Navarra          |  |  |       |  |  |                          |  |  |                       |  |
|                           |                         | Bianca Garcés di Navarra             | García IV Ramírez di Navarra          |  |  |       |  |  |                          |  |  |                       |  |
|                           |                         | Bianca Garcés di Navarra             | Margherita de l'Aigle                 |  |  |       |  |  |                          |  |  |                       |  |
| Urraca di Castiglia       |                         | Bianca Garcés di Navarra             |                                       |  |  |       |  |  |                          |  |  |                       |  |
|                           |                         | Enrico II d'Inghilterra              | Goffredo V d'Angiò                    |  |  |       |  |  |                          |  |  |                       |  |
|                           |                         | Enrico II d'Inghilterra              | Goffredo V d'Angiò                    |  |  |       |  |  |                          |  |  |                       |  |
|                           |                         | Enrico II d'Inghilterra              | Matilde d'Inghilterra                 |  |  |       |  |  |                          |  |  |                       |  |
| Eleonora d'Inghilterra    |                         | Enrico II d'Inghilterra              |                                       |  |  |       |  |  |                          |  |  |                       |  |
|                           |                         | Eleonora d'Aquitania                 | Guglielmo X di Aquitania              |  |  |       |  |  |                          |  |  |                       |  |
|                           |                         | Eleonora d'Aquitania                 | Guglielmo X di Aquitania              |  |  |       |  |  |                          |  |  |                       |  |
|                           |                         | Eleonora d'Aquitania                 | Aénor di Châtellerault                |  |  |       |  |  |                          |  |  |                       |  |
|                           |                         | Eleonora d'Aquitania                 |                                       |  |  |       |  |  |                          |  |  |                       |  |